# Campeonato Mundial de Natação em Piscina Curta de 2012 - 400 m livre masculino
A prova dos 400 metros nado livre masculino do Campeonato Mundial de Natação em Piscina Curta de 2012 foi disputado em 14 de dezembro em Istambul  na Turquia. Em junho de 2013 a medalha de bronze foi retirada do nadador dinamarquês Mads Glæsner após teste positivo da substância levomethamphetamine. 

## Recordes
Antes desta competição, os recordes mundiais e do campeonato nesta prova eram os seguintes:
|    | Nome          | Nacionalidade | Tempo   | Local     | Data                   |
| -- | ------------- | ------------- | ------- | --------- | ---------------------- |
| WR | Yannick Agnel | França        | 3:32.25 | Angers    | 15 de novembro de 2012 |
| CR | Grant Hackett | Austrália     | 3:35.01 | Hong Kong | 1 de abril de 1999     |

## Medalhistas
| Ouro                  | Prata         | Bronze                |
| Paul Biedermann (GER) | Hao Yun (CHN) | Matthew Stanley (NZL) |

## Resultados

### Eliminatórias
As eliminatórias ocorreram dia 14 de dezembro. 
| Colocação | Bateria | Raia | Nome                                 | Tempo   | Notas |
| --------- | ------- | ---- | ------------------------------------ | ------- | ----- |
| 1         | 6       | 4    | Michael Klueh (USA)                  | 3:41.07 | Q     |
| 2         | 6       | 2    | Ahmed Mathlouthi (TUN)               | 3:41.34 | Q     |
| 3         | 5       | 5    | Paul Biedermann (GER)                | 3:41.40 | Q     |
| 4         | 6       | 3    | Matthew Stanley (NZL)                | 3:41.59 | Q     |
| 5         | 7       | 8    | Anders Lie (DEN)                     | 3:41.80 | Q     |
| 6         | 1       | 7    | Hao Yun (CHN)                        | 3:42.13 | Q     |
| 7         | 5       | 4    | Pál Joensen (FRO)                    | 3:42.43 | Q     |
| 8         | 5       | 3    | Andrea Mitchell D'Arrigo (ITA)       | 3:42.49 |       |
| 9         | 7       | 0    | Devon Myles Brown (RSA)              | 3:42.76 |       |
| 10        | 6       | 5    | Gabriele Detti (ITA)                 | 3:42.97 |       |
| 11        | 7       | 3    | Mikhail Polischuk (RUS)              | 3:43.05 |       |
| 12        | 6       | 6    | Serhiy Frolov (UKR)                  | 3:43.29 |       |
| 13        | 7       | 6    | Alexander Selin (RUS)                | 3:43.52 |       |
| 14        | 5       | 7    | Ieuan Lloyd (GBR)                    | 3:43.70 |       |
| 15        | 5       | 2    | Jordan Harrison (AUS)                | 3:43.88 |       |
| 16        | 7       | 5    | Dominik Meichtry (SUI)               | 3:44.09 |       |
| 17        | 6       | 9    | Ryan Feeley (USA)                    | 3:44.22 |       |
| 18        | 7       | 7    | Jarrod Killey (AUS)                  | 3:44.46 |       |
| 19        | 7       | 2    | Fumiya Hidaka (JPN)                  | 3:44.56 |       |
| 20        | 5       | 0    | Yohei Takiguchi (JPN)                | 3:45.77 |       |
| 21        | 5       | 6    | Ewan Jackson (NZL)                   | 3:46.00 |       |
| 22        | 6       | 1    | Gergely Gyurta (HUN)                 | 3:47.19 |       |
| 23        | 6       | 8    | Patrik Rakos (HUN)                   | 3:47.56 |       |
| 24        | 4       | 2    | Anton Sveinn McKee (ISL)             | 3:47.83 | NR    |
| 25        | 7       | 9    | Juan Pereyra (ARG)                   | 3:48.29 |       |
| 26        | 4       | 4    | Nezir Karap (TUR)                    | 3:48.56 | NR    |
| 27        | 4       | 5    | Anton Goncharov (UKR)                | 3:48.62 |       |
| 28        | 6       | 7    | Anthony Pannier (FRA)                | 3:48.70 |       |
| 29        | 5       | 1    | Robert Renwick (GBR)                 | 3:49.17 |       |
| 30        | 6       | 0    | Richard Nagy (SVK)                   | 3:49.38 |       |
| 31        | 4       | 7    | Ediz Yıldırımer (TUR)                | 3:49.45 |       |
| 32        | 1       | 4    | Uladzimir Zhyharau (BLR)             | 3:49.63 |       |
| 33        | 1       | 1    | Pu Wenjie (CHN)                      | 3:49.86 |       |
| 34        | 4       | 3    | Arturo Pérez Vertti (MEX)            | 3:51.30 |       |
| 35        | 1       | 2    | Ensar Hajder (BIH)                   | 3:51.69 | NR    |
| 36        | 4       | 9    | Irakli Revishvili (GEO)              | 3:54.56 |       |
| 37        | 5       | 9    | Martin Naidich (ARG)                 | 3:54.76 |       |
| 38        | 3       | 3    | Marko Blaževski (MKD)                | 3:56.32 | NR    |
| 39        | 4       | 6    | Matthew Abeysinghe (SRI)             | 3:56.79 |       |
| 40        | 4       | 0    | Yeziel Morales (PUR)                 | 3:57.85 | NR    |
| 41        | 4       | 8    | Aleksander Slepchenko (KGZ)          | 3:59.58 |       |
| 42        | 3       | 0    | Marcelo Alberto Acosta Jimenez (ESA) | 4:00.22 |       |
| 43        | 3       | 2    | Welliam Maksi (SYR)                  | 4:00.62 |       |
| 44        | 4       | 1    | Sobitjon Amilov (UZB)                | 4:01.31 |       |
| 45        | 3       | 6    | Iacovos Hadjiconstantinou (CYP)      | 4:01.37 |       |
| 46        | 3       | 4    | Khurshidjon Tursunov (UZB)           | 4:02.62 |       |
| 47        | 3       | 5    | Jesus Monge (PER)                    | 4:02.94 |       |
| 48        | 3       | 8    | Edward Caruana Dingli (MLT)          | 4:06.30 |       |
| 49        | 2       | 6    | Khader Baqleh (JOR)                  | 4:10.77 |       |
| 50        | 3       | 7    | Christian Selby (BAR)                | 4:11.79 |       |
| 51        | 2       | 4    | Paul Elaisa (FIJ)                    | 4:12.16 |       |
| 52        | 3       | 1    | Quinton Delie (NAM)                  | 4:12.61 | NR    |
| 53        | 2       | 5    | Adam Viktora (SEY)                   | 4:15.31 |       |
| 54        | 3       | 9    | Fernando Medrano Medina (NCA)        | 4:17.66 |       |
| 55        | 2       | 3    | Bakr Salam Ali (IRQ)                 | 4:18.40 |       |
| 56        | 2       | 2    | Anderson Lim (BRU)                   | 4:23.37 |       |
| 57        | 2       | 1    | Israr Hussain (PAK)                  | 4:26.14 |       |
| 58        | 2       | 7    | Franc Aleksi (ALB)                   | 4:31.26 |       |
| 59        | 2       | 9    | Sirish Gurung (NEP)                  | 4:37.41 |       |
| 60        | 2       | 0    | Noah Al-Khulaifi (QAT)               | 4:37.59 |       |
| 61        | 2       | 8    | Farhan Farhan (BHR)                  | 4:46.60 |       |
| —         | 1       | 3    | Nikolas Sylvester (VIN)              | DNF     |       |
| —         | 1       | 5    | Storm Halbich (VIN)                  | DNF     |       |
| —         | 1       | 6    | Alejandro Gómez (VEN)                | DNS     |       |
| —         | 5       | 8    | Mateusz Sawrymowicz (POL)            | DNS     |       |
| —         | 7       | 1    | Filip Zaborowski (POL)               | DNS     |       |
| —         | 7       | 4    | Mads Glæsner (DEN)                   | 3:40.89 | DQ    |

### Final
A final teve sua disputa realizada em 14 de dezembro. 
| Colocação         | Raia | Nome             | Nacionalidade  | Tempo   | Notas |
| ----------------- | ---- | ---------------- | -------------- | ------- | ----- |
| Medalha de ouro   | 6    | Paul Biedermann  | Alemanha       | 3:39.15 |       |
| Medalha de prata  | 1    | Hao Yun          | China          | 3:39.48 |       |
| Medalha de bronze | 2    | Matthew Stanley  | Nova Zelândia  | 3:41.01 |       |
| 4                 | 5    | Michael Klueh    | Estados Unidos | 3:41.29 |       |
| 5                 | 8    | Pál Joensen      | Ilhas Faroe    | 3:42.23 |       |
| 6                 | 3    | Ahmed Mathlouthi | Tunísia        | 3:42.48 |       |
| 7                 | 7    | Anders Lie       | Dinamarca      | 3:42.80 |       |
| —                 | 4    | Mads Glæsner     | Dinamarca      | 3:40.09 | DQ    |

Legenda
| Recorde mundial       | Recorde mundial (World record)               |                       | Recorde africano                      | Recorde africano (African) |                                           | Q | Classificado por posição (Qualified) |
| Recorde do campeonato | Recorde do campeonato (Championship record)  | Recorde da América    | Recorde da América (Americas)         | q                          | Classificado por melhor tempo (Qualified) |   |                                      |
| Melhor marca do ano   | Melhor marca do ano (World leading)          | Recorde asiático      | Recorde asiático (Asian)              | DNS                        | Não largou (Did not start)                |   |                                      |
| Recorde nacional      | Recorde nacional (National record)           | Recorde europeu       | Recorde europeu (European)            | DNF                        | Não terminou (Did not finish)             |   |                                      |
| Recorde pessoal       | Recorde pessoal do atleta (Personal best)    | Recorde da Oceania    | Recorde da Oceania (Oceania)          | DSQ / DQ                   | Desclassificado (Disqualified)            |   |                                      |
| Recorde da temporada  | Recorde da temporada do atleta (Season best) | Recorde sul-americano | Recorde sul-americano (South America) | NM                         | Sem marca (No mark)                       |   |                                      |